# Prasa mimośrodowa

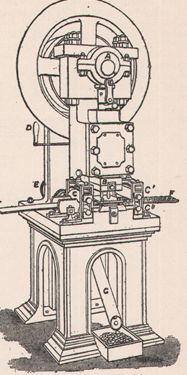

Schemat działania prasy mimosrodowej

Prasa mimośrodowa – rodzaj prasy, w której ruch posuwisto-zwrotny suwaka generowany jest przez mimośród i korbowód z ruchu obrotowego koła zamachowego i wału. Koło zamachowe napędzane jest silnikiem elektrycznym za pośrednictwem przekładni pasowej lub zębatej. Urządzenie wykorzystywane jest głównie do obróbki plastycznej, jak m.in. wykrawanie, gięcie oraz ciągnienie. Prasy mimośrodowe budowane są najczęściej jako maszyny wysięgowe o sile nacisku do 400 ton.